# Charlie na ślizgawce
Charlie na ślizgawce (ang. The Rink) − amerykański film niemy z 1916 roku, w reżyserii Charliego Chaplina. 

## Obsada
- Charlie Chaplin – sir Cecil Seltzer
- Edna Purviance – dziewczyna
- James T. Kelley – ojciec dziewczyny
- Eric Campbell – pan Stout
- Henry Bergman – pani Stout
- Lloyd Bacon – gość
- Albert Austin – kucharz
- Frank J. Coleman – kierownik resteuracji